# The Famous Flames
The Famous Flames, před příchodem Jamese Browna známá jako The Avons, byla americká R&B, soulová a funková hudební skupina, která vznikla v roce 1953 v Toccoa v Georgii. Původně vytupovala pod dvěma názvy, The Avons používala při hraní R&B a Gospel Starlighters při hraní žánru gospel. Po příchodu Jamese Browna na pozici zpěváka v roce 1954 si nejprve kapela změnila název na The Flames, ze kterého se později vyvinul dnešní název.
Za dobu své kariéry vydala kapela 22 studiových alb, ze kterých vzešlo 68 singlů nebo EP alb, a 3 kompilační alba. Nejúspěšnějším a nejprodávanějším albem kapely je album Live at the Apollo z roku 1963. Mezi nejznámější hity kapely patří „Please, Please, Please“, „Try Me“, „Think“, „I Don't Mind“, „Shout and Shimmy“, „Bewildered“, „Oh Baby, Don't You Weep“ a „I'll Go Crazy“. Zatímco v padesátých letech hrála kapela hlavně R&B a gospel, v šedesátých letech svůj styl změnila a pomohla vytvořit základy budoucího žánru funk.
Kvůli neshodám všech členů se kapela v roce 1968 rozpadla, Bobby Byrd však nadále spolupracoval s Brownem v jeho sólové kariéře, při které se proslavil hlavně jako soulový zpěvák a získal přezdívku Godfather of Soul (Kmotr soulu). V roce 2012 byla kapela přidána do Rock and Roll Hall of Fame.